# Musseromys
Musseromys is een geslacht van zoogdieren uit de onderfamilie van de muizen en ratten van de Oude Wereld (Murinae). De wetenschappelijke naam van het geslacht werd in 2009 gepubliceerd door Heaney, Balete, Rickart, Veluz & Jansa.

## Soorten
Er worden 4 soorten in dit geslacht geplaatst:
- Musseromys anacuao Heaney et al., 2014
- Musseromys beneficus Heaney et al., 2014
- Musseromys gulantang Heaney et al., 2009
- Musseromys inopinatus Heaney et al., 2014

Aethomys-divisie ·
Apodemus-divisie ·
Arvicanthis-divisie ·
Chrotomys-divisie ·
Colomys-divisie ·
Crunomys-divisie ·
Dacnomys-divisie ·
Dasymys-divisie ·
Echiothrix-divisie ·
Golunda-divisie ·
Hadromys-divisie ·
Hybomys-divisie ·
Hydromys-divisie ·
Lorentzimys-divisie ·
Malacomys-divisie ·
Maxomys-divisie ·
Melasmothrix-divisie ·
Micromys-divisie ·
Millardia-divisie ·
Mus-divisie ·
Oenomys-divisie ·

Phloeomys-divisie (Batomys · Carpomys · Crateromys · Musseromys · Phloeomys) ·

Pithecheir-divisie ·
Pogonomys-divisie ·
Pseudomys-divisie ·
Rattus-divisie ·
Stenocephalemys-divisie ·
Uromys-divisie ·
Xeromys-divisie ·
Niet-ingedeelde geslachten